# Alain Marcoen
Alain Marcoen (* vor 1976) ist ein belgischer Kameramann.
Alain Marcoen studierte Kamera an der Filmhochschule IAD in Brüssel. Sein erster Film erschien 1976. Zahlreiche Spielfilme drehte er für die Regisseure Jean-Pierre und Luc Dardenne. Insgesamt dreimal war er für den belgischen Filmpreis Magritte für die Beste Kamera nominiert.

## Filmografie (Auswahl)
- 1996: Das Versprechen (La promesse)
- 1998: Gefährliche Träume
- 1999: Rosetta
- 2002: Der Sohn (Le fils)
- 2004: Die Angst des Lesers vor dem Ende des Buches (La vie d‘un lecteur au temps de la fin du livre)
- 2005: Das Kind (L’enfant)
- 2008: Lornas Schweigen (La silence de Lorna)
- 2010: Sie weint nicht, sie singt (Elle ne pleure pas, elle chante)
- 2010: Marieke und die Männer (Marieke, Marieke)
- 2011: Der Junge mit dem Fahrrad (Le gamin au vélo)
- 2013: Missbrauch (Abus de faiblesse)
- 2014: Zwei Tage, eine Nacht (Deux jours, une nuit)
- 2015: 600 Meilen (600 Millas)
- 2016: Das unbekannte Mädchen (La fille inconnue)